# Vettor Pisani (sous-marin)
Pour les articles homonymes, voir Vettor Pisani.
Le Vettor Pisani est un sous-marin d'attaque côtier italien, navire de tête de la classe Pisani construit à la fin des années 1920 pour la Marine royale italienne. 
Le sous-marin a joué un rôle mineur dans la guerre civile espagnole de 1936-1939 en soutenant les nationalistes espagnols.
Le Vettor Pisani a brièvement eu Junio Valerio Borghese comme commandant pendant la Seconde Guerre mondiale. En raison de son âge, son utilité était limitée, et il n'a pas connu de véritable service pendant la guerre. Le sous-marin survécut à la guerre et fut ensuite désarmé le 23 mars 1947.
Le sous-marin a été nommé d'après Vettor Pisani (1324-1380), amiral vénitien.

## Conception et description

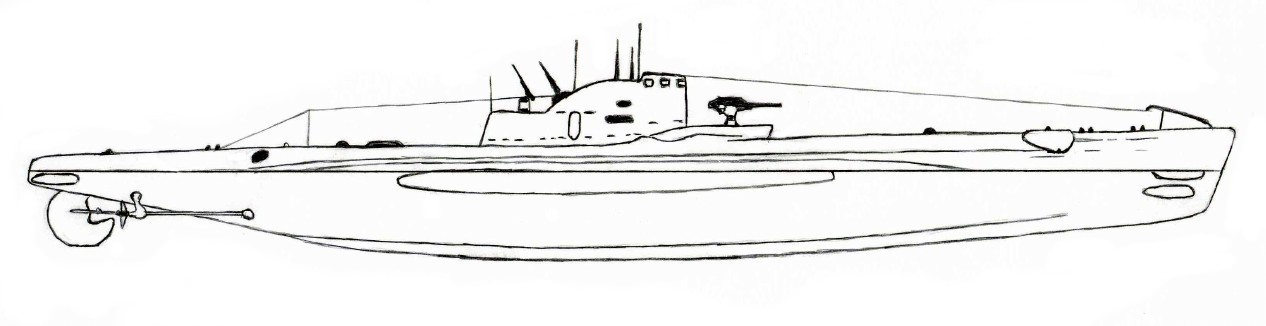
Dessin au trait de la classe "Pisani" (profil droit)

Conçue en parallèle avec les sous-marins de la classe Mameli, la classe Pisani était plus grande pour accueillir plus de carburant et leur donner plus d'autonomie. Ils ont déplacé 880 tonnes en surface et 1 057 tonnes en immersion. Les sous-marins mesuraient 68,2 mètres de long, avaient une largeur de 6,09 mètres et un tirant d'eau de 4,93 mètres. Ils avaient une profondeur de plongée opérationnelle de 90 mètres. Leur équipage comptait 48 officiers et marins.
Pour la navigation de surface, les sous-marins étaient propulsés par deux moteurs diesel de 1 500 chevaux (1 119 kW), chacun entraînant un arbre d'hélice. En immersion, chaque hélice était entraînée par un moteur électrique de 550 chevaux-vapeur (410 kW). Comme les Mameli, leur stabilité était médiocre et ils ont dû être modifiés avec des renflements après leur achèvement. Cela a permis de réduire leur vitesse de 17,25 nœuds (31,95 km/h) en surface et de 8,75 nœuds (16,21 km/h) sous l'eau à 15 nœuds (28 km/h) et 8,2 nœuds (15,2 km/h) respectivement. En surface, la classe Pisani avait un rayon d'action de 5 000 milles nautiques (9 300 km) à 8 noeuds (15 km/h); en immersion, elle avait un rayon d'action de 70 milles nautiques (130 km) à 4 noeuds (7,4 km/h).
Les sous-marins étaient armés de six tubes lance-torpilles de 53,3 centimètres (21 pouces), quatre à l'avant et deux à l'arrière, pour lesquels ils transportaient un total de neuf torpilles. Ils étaient également armés d'un seul canon de pont de 102/35 Model 1914 à l'avant de la tour de contrôle (kiosque) pour le combat en surface. Leur armement anti-aérien consistait en deux mitrailleuses Breda Model 1931 de 13,2 mm.

## Construction et mise en service
Le Vettor Pisani est construit par le chantier naval Cantiere Navale Triestino (CNT) de Trieste en Italie, et mis sur cale le 3 février 1927. Il est lancé le 21 juillet 1929 et est achevé et mis en service le 16 novembre 1931. Il est commissionné le même jour dans la Regia Marina.

## Histoire du service
En juin 1929, dès son entrée en service, le Vettor Pisani forme avec les trois navires-jumeaux (sister ships) de sa classe le Ve escadron de sous-marins de croisière moyenne (en italien : V Squadriglia Sommergibili di Media Crociera) de Naples.
L'année suivante, il effectue un voyage en Méditerranée orientale, où il mène des activités de formation.
Il change ensuite de base pour La Spezia (1935) et Leros (1936), étant affecté au IIe Escadron du VIe Grupsom.
Le Vettor Pisani participe clandestinement à la guerre civile d'Espagne en effectuant une seule mission, au cours de laquelle il lance sans succès deux torpilles contre un navire.
En 1938, il est affecté - avec ses navires-jumeaux - au XXXIe Escadron du IIIe Grupsom à Messine.
Au début de la Seconde Guerre mondiale, sous le commandement de Junio Valerio Borghese, il n'effectue que deux missions offensives, la première dans les dix derniers jours de juin 1940 et la seconde dans les dix jours  de la mi-juillet, toutes deux à l'ouest de Malte. Cependant, il n'a pas vu de navires ennemis.
Il effectue également quelques embuscades défensives le long de la côte italienne jusqu'à la fin de 1940, lorsqu'il est affectée à l'école de sous-marins de Pula, pour laquelle il effectue 286 missions d'entraînement, ainsi que quelques patrouilles anti-sous-marines.
Au total, du début de la guerre à l'armistice du 8 septembre, il a effectué 12 missions offensives-exploratoires, 286 missions d'entraînement et 9 missions de transfert, parcourant au total 4 759 milles nautiques (8 813 km) en surface et 286 milles nautiques (529 km) sous l'eau.
Après l'armistice (à l'époque, il est commandé par le capitaine de corvette Mario Resio), il s'installe à Tarente et de là, en octobre 1943, à Naples.
En janvier 1944, il s'installe à Augusta et deux mois plus tard à Tarente. Il continue à mener des activités de formation jusqu'à la fin du conflit, lorsqu'il est désarmé.
Déclassé le 1er février 1948, le Vettor Pisaniest envoyé à la démolition.